# راكوت هيروسي
راكوت هيروسي (باليابانية: 広瀬 陸斗) (مواليد 23 سبتمبر 1995)، هو لاعب كرة قدم ياباني سابق كان يلعب كمدافع.

## وصلات خارجية
- راكوت هيروسي على موقع رابطة كرة القدم اليابانية للمحترفين (اليابانية)
- راكوت هيروسي على موقع إي إس بي إن إف سي (الإنجليزية)
- راكوت هيروسي على موقع قاعدة بيانات كرة القدم.إي يو (الإنجليزية)
- راكوت هيروسي على موقع Soccerway.com (الإنجليزية)
- راكوت هيروسي على موقع عالم كرة القدم.نت (الإنجليزية)